# Медведев, Лев Никандрович
Лев Никандрович Медведев (31 января 1935, Тюмень) — российский учёный-колеоптеролог. Крупный специалист по таксономии, палеонтологии, экологии, биологии и биогеографии листоедов и некоторых других семейств жуков. Основатель колеоптерологического анализа. Главный редактор Русского Энтомологического Журнала. Автор нескольких сотен научных работ.

## Биография
В 1957 году окончил биологический факультет МГУ. 
В 1963 году защитил кандидатскую диссертацию. 
В 1973 году стал доктором биологических наук. 
С 1957 по 1959 год работал в Тюменском пединституте. 
С 1959 по 1962 учился в аспирантуре ЗИН, после работал в Ботаническом институте АН СССР. 
С 1975 года долгое время заведовал Лабораторией экологии и морфологии насекомых ИПЭЭ РАН в Москве. 
В 2006 его лаборатория вошла в состав Лаборатории почвенной зоологии и общей энтомологии.
Член редколлегии журнала «Fauna of Saudi Arabia».

## Названы в его честь
- В 2008 году подрод Smaragdina получил в честь Льва Никандровича название Medvedevella[3]
- Afrophthalma medvedevi[4]
- Hemipyxis medvedevi[5]
- Pachnephorus (Pachnephorus) medvedevi[6]